# Potamosilurus macrorhynchus
Potamosilurus macrorhynchus és una espècie de peix de la família dels àrids i de l'ordre dels siluriformes. És un peix d'aigua dolça que es troba a Indonèsia i Papua-Nova Guinea.
Arriba a una longitud màxima de 50 cm. S'alimenta de plantes, fruits i petits artròpodes com escarabats, gambes, formigues…